# Anilocra laticauda
Anilocra laticauda är en kräftdjursart som beskrevs av H. Milne Edwards 1840. Anilocra laticauda ingår i släktet Anilocra och familjen Cymothoidae. Inga underarter finns listade i Catalogue of Life.